# Mark Mitten
Mark Mitten (22 de janeiro de 1958) é um cineasta e produtor de cinema estadunidense. Foi indicado ao Oscar de melhor documentário de longa-metragem na edição de 2018 pela realização da obra Abacus: Small Enough to Jail.